# Острошицька сільська рада
Острошицька сільська рада — (біл. Астрашыцкі сельсавет), адміністративно-територіальна одиниця в складі Логойського району розташована в Мінській області Білорусі. Адміністративний центр — Острошиці.
Острошицька сільська рада розташована на межі центральної Білорусі, у північній частині Мінської області орієнтовне розташування — супутникові знимки, на південний схід від Логойська.
До складу сільради входять такі населені пункти:
- Бояри
- Веснино
- Зиково
- Ковалівщина
- Кондратовичі
- Крапужино
- Литвинково
- Лобунщина
- Метличино
- Мончаки
- Мощенка
- Острошиці
- Панишевщина
- Ребрище
- Чуденичі